# آبشش‌پایان
آبشش‌پایان (Branchiopoda) رده‌ای از سخت‌پوستان ابتدایی هستند که در آب‌های شیرین زندگی می‌کنند و با میگو همانندی دارند.
از آن‌ها بیش از ۹۰۰ گونهٔ شناخته‌شده در سطح جهان وجود دارد. معروف‌ترین گونه‌ها آرتمیا (آبزی اصلی دریاچه ارومیه) و دافنی هستند.